# Heavy D
Дуайт Эррингтон Майерс (англ. Dwight Arrington Myers; 24 мая 1967 — 8 ноября 2011), более известный как Heavy D, американский рэпер, певец, продюсер и актёр ямайского происхождения, бывший лидер хип-хоп группы Heavy D & the Boyz, куда помимо него входили G-Whiz (Гленн Пэрриш), Trouble T Roy (Трой Диксон), а также Eddie F (Эдвард Феррелл). Группа имела широкую аудиторию в США в течение большей части 90-х годов.

## Биография
Майерс родился 24 мая 1967 года в городе Мандевилл (Ямайка), в семье медсестры Юлали Ли (англ. Eulahlee Lee) и работавшего механиком Клиффорда Винсента Майерса (англ. Clifford Vincent Myers). В начале 70-х семья переехала в Маунт-Вернон, Нью-Йорк, где Дуайт и вырос.
Heavy D & the Boyz были первой группой, подписавшей контракт с Uptown Records, с Heavy D в качестве фронтмена и единственного рэпера, и Eddie F, который являлся диджеем и одним из продюсеров коллектива. Остальные участники команды, G-Whiz и T Roy, были танцорами. Их дебютной работой стал альбом Living Large, выпущенный в 1987 году и снискавший коммерческий успех, а вторая пластинка, Big Tyme (1989), содержащая несколько хитов, стала прорывом.
15 июля 1990 года, в Индианаполисе, в результате падения погиб Trouble T Roy. Вышедший через год альбом Peaceful Journey стал данью памяти артисту. Альбом хип-хоп дуэта Pete Rock & CL Smooth, They Reminisce Over You (T.R.O.Y.), также посвященный танцору, считается классикой жанра.
Помимо прочего, Heavy D известен как исполнитель главной темы в комедийном шоу «В ярких красках». Отвечал за рэп в песне Майкла Джексона «Jam» и в песне «Alright» сестры Майкла, Джанет Джексон. Тогда же он начал пробовать себя на актёрском поприще, появляясь на различных телешоу прежде чем вернуться в музыкальные чарты с альбомом Nuttin’ But Love (1994). Через три года, в 1997 году, он выпускает сольный альбом Waterbed Hev и сотрудничает с великим Би Би Кингом участвуя в записи песни «Keep It Coming» с альбома дуэтов блюзмена «Deuces Wild». Heavy D упоминается в песне «Juicy» The Notorious B.I.G., а также появляется в клипе на его же песню «One More Chance».
Будучи артистом Uptown Records, Heavy D сыграл решающую роль в приеме на работу Шона Коумза в качестве практиканта на место музыкального менеджера. В середине 90-х годов Майерс стал первым рэпером, возглавившим столь крупный музыкальный лейбл как Uptown Records. В это же время он создаёт ритм-н-блюз бой-бэнд Soul for Real, и являясь их продюсером, пишет несколько песен для альбома группы Candy Rain. Позже он стал старшим вице-президентом в Universal Music.

## Смерть
29 октября 2011 года Майерс выступил на ежегодном BET Hip-Hop Awards. Это был его первый и последний за 15 лет телевизионный концерт. Музыкант умер всего десять дней спустя, 8 ноября 2011 года, в Лос-Анджелесе, Калифорния, в возрасте 44 лет. Он упал возле своего дома в Беверли-Хиллз и был доставлен в местный госпиталь. Первоначально причиной смерти сочли пневмонию. Однако отчёт о вскрытии, опубликованный 27 декабря 2011 года, показал, что рэпер умер от тромбоэмболии лёгочной артерии. Помимо этого, он страдал от болезни сердца. По словам главы медицинского департамента Лос-Анджелесского округа Крейга Харви, сгусток крови «образовался во время продолжительного перелёта». Незадолго до этого Heavy D вернулся из поездки в Кардифф, Уэльс, где он выступал на концерте в память о Майкле Джексоне. После его смерти MC Hammer написал в Твиттере: «Мы провели много времени в совместных поездках. У него было золотое сердце. Он был частичкой добра в этом мире».
У музыканта осталась дочь, появившаяся на свет в 2014 году в результате отношений с Антонией Лофасо (Antonia Lofaso).

## Дискография
- Living Large (1987)
- Big Tyme (1989)
- Peaceful Journey (1991)
- Blue Funk (1993)
- Nuttin' But Love (1994)
- Waterbed Hev (1997)
- Heavy (1999)
- Vibes (2008)
- Love Opus (2011)

## Фильмография

### Кино
- Кто этот тип? (1993)
- Дела в Нью–Джерси (1995)
- B*A*P*S (1997)
- Правила виноделов (1999)
- Пожизненно (1999)
- Большие неприятности (2002)
- Шаг вперёд (2006)
- Как украсть небоскрёб (2011)

### Телевидение
- Другой мир
- Байки из склепа (телесериал) эпизод «На груди мертвеца»
- Бостонская школа
- Принц из Беверли-Хиллз[14]
- Кости
- Дом семейства Пэйн
- Закон и порядок: Специальный корпус
- Да, дорогая!